# Typhoon HIL
Typhoon HIL (транскр.  'Тајфун Хил') је предузеће основано 2008. године, које производи хардверска и софтверска решења за тестирање уређаја енергетске електронике. Седиште предузећа је у Бостону, док је развојни центар у Новом Саду. Генерални директор компаније је Никола Челановић. Предузеће је 2023. године имало 85 запослених.
Главни производ предузећа је Hardware-in-the-loop симулатор (HIL), уређај који служи за симулирање уређаја енергетске електронике у сврху валидације контролера.
У септембру 2024. године, Недељни лист НИН уврстио је предузеће међу 100 најуспешнијих IT компанија у Србији, и то по нето добити, приходу и извозу.

## Клијенти
Услуге и производе предузећа Typhoon HIL користе разне светске компаније из области енергетске електронике и електроенергетских система, попут ABB, Schneider Electric, Danfoss, Hitachi и др.